# Cyprinella pyrrhomelas
Cyprinella pyrrhomelas är en fiskart som först beskrevs av Edward Drinker Cope, 1870.  Cyprinella pyrrhomelas ingår i släktet Cyprinella och familjen karpfiskar. Inga underarter finns listade i Catalogue of Life.